# Atylotus insuetus
Atylotus insuetus är en tvåvingeart som först beskrevs av Osten Sacken 1877.  Atylotus insuetus ingår i släktet Atylotus och familjen bromsar. Inga underarter finns listade i Catalogue of Life.